# Інтерновані формування армії Української Народної Республіки
Інтерновані формування армії Української Народної Республіки — військові частини Армії Української Народної Республіки, що після поразки української революції 1917—1921 змушені були залишити українську територію і після відповідного затримання та роззброєння в Польщі (15 тис.) і Румунії (близько 2 тис.) були розміщені в спеціальних таборах. Безпосередньо підпорядковувалися українському командуванню, яке погоджувало свої дії з таборовою адміністрацією країн перебування. В Польщі інтернованих спочатку утримували в різних таборах, потім поступово, впродовж 1921—22, їх зосередили в Каліші й Щипйорно, вивільнивши в першу чергу табори Петрокова й Пікулич, згодом — у містах Вадовиці, Александрув-Куявські, Ланцут і, нарешті, у місті Стшалково. 1923 року кількість табірників у Каліші й Щипйорно скоротилася до 6 тис. осіб: дехто отримав роботу поза межами таборів, інші вступили до польських навчальних закладів або виїхали на навчання до Чехословаччини, а певну частину репатріювали до УСРР.
Попри значні труднощі, табірне українське вояцтво розгорнуло плідну культурно-освітню діяльність, налагодити яку йому допомагали місцева влада, міжнародні благодійні організації, українська діаспора. Діяли школи, гімназії, Український народний університет, хорові, театральні, мистецькі, літературні та спортивні гуртки, виходило понад 100 назв періодичних та неперіодичних рукописних і друкованих видань. Значну увагу інтерновані приділяли також підтримці боєздатності військових частин: не припинялася військова муштра, був створений військовий факультет при Українському народному університеті, функціонували школи адміністративних і штабних старшин, жандармерії, Юнацька військова школа, курси для піхоти, саперів, гарматників, кіннотників, зв'язківців тощо.
У Румунії інтернованих українських військовиків розмістили в таборах Брашова, Фегераша, Орадя-Маре і Джурджу. Там навчали правил військового шикування, старшини слухали лекції з військових дисциплін, функціонували школи грамоти, курси іноземних мов, діяли культурно-просвітні товариства «Просвіта» і «Громада», які мали хорові, драматичні, малярські, спортивні та інші секції, виходили часописи «За ґратами» (Брашов) і «Український таборовий вісник» (Фегераш). Окремі старшини отримали можливість навчатися у Вищій військовій школі в Бухаресті, румунській освітній школі міста Пітешть, на курсах пілотажу. В таборах здійснювалося українське судочинство. Румунська влада залучала інтернованих до позатаборової праці, особливо в сільському господарстві, на цукроварнях і фабриках. Інтернованими опікувалася дипломатична місія уряду УНР на еміграції.
У Румунії режим інтернування скасовано у вересні 1923, у Польщі — в середині 1924. Більшість колишніх українських вояків осіли на теренах країн інтернування, інші мігрували переважно до ЧСР та держав Західної Європи, Північної та Південної Америки, Австралії або повернулися до УСРР.